# Gemini 4
Gemini 4 (GT-4) fu una missione nello spazio con equipaggio nel corso del programma Gemini degli Stati Uniti d'America.

## L'equipaggio
La prima missione con equipaggio del programma Gemini, Gemini 3, non era ancora stata lanciata, quando il 27 luglio 1964 la NASA annunciò ufficialmente l'equipaggio per la missione di Gemini 4. La missione venne programmata per il primo trimestre dell'anno 1965.
Venne nominato James McDivitt come comandante, mentre Edward H. White fu il pilota della missione. Merita di essere sottolineato che entrambi gli astronauti erano stati assunti dalla NASA con il secondo gruppo di astronauti e pertanto erano privi di esperienza nello spazio. La NASA non rispettò pertanto la prassi adottata per le missioni precedenti, cioè di affiancare un astronauta novello ad uno con esperienza che avesse già volato nell'ambito del programma Mercury. Infatti McDivitt fu preferito ai veterani Walter Schirra e Gordon Cooper - entrambi convinti di poter volare per la seconda volta nello spazio e di essere considerati per questa missione.
Pure l'equipaggio di riserva, con Frank Borman e James A. Lovell, fu scelto completamente dal secondo gruppo di astronauti.
Ultima nota interessante fu che, durante la fase di lancio, il radiofonista di contatto con la capsula (Capcom) - in questo caso l'astronauta Clifton Williams - operò da Cape Kennedy. Conclusa la fase di lancio, tale ruolo venne assunto e poi svolto per tutto il resto della missione dal nuovo centro di controllo a Terra di Houston, Texas, ora Lyndon B. Johnson Space Center. Tale incarico venne quasi esclusivamente espletato da Virgil Grissom, comandante della missione di Gemini 3.

## Preparazione

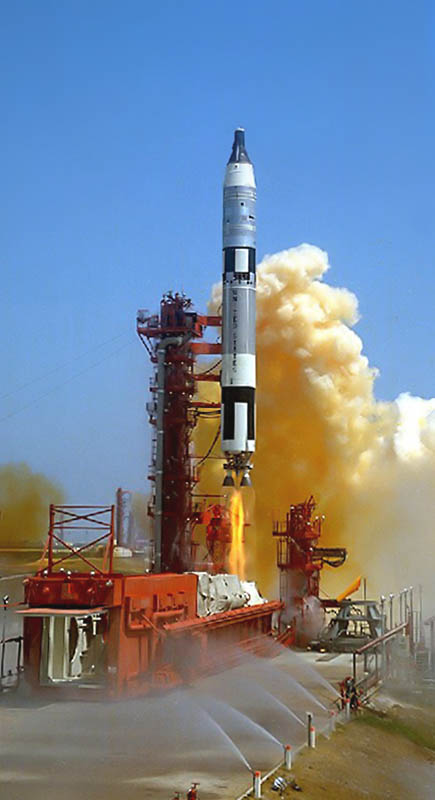
Il lancio di Gemini 4

Al contrario del volo relativamente breve di Gemini 3, la missione di Gemini 4 venne programmata per durare più giorni.
In particolar modo venne programmato che per la prima volta un astronauta americano uscisse dal veicolo spaziale per dell'attività extraveicolare; pertanto si rese necessario sviluppare una nuova tuta spaziale idonea per tale progetto. Si considerò che la "passeggiata nello spazio" dovesse durare circa mezz'ora.
Durante i preparativi alla missione, il 18 marzo giunse la notizia che il cosmonauta sovietico Aleksej Archipovič Leonov aveva lasciato il suo veicolo spaziale Voschod 2, diventando così il primo essere umano ad essere sospeso liberamente nello spazio. Tale notizia fu un'ulteriore vittoria di tappa per l'Unione Sovietica nell'ambito della corsa verso lo spazio.
Il razzo vettore Titan da usare per il lancio di Gemini 4 venne assemblato il 29 marzo presso la rampa di lancio del centro di Cape Kennedy. La capsula invece venne consegnata appena il 4 aprile, per essere assemblata in punta al razzo dieci giorni più tardi, cioè il 14 aprile.
Il volo di Gemini 4 fu inoltre la prima missione ad essere completamente diretta ed osservata dal nuovo centro di controllo della NASA di Houston, ad ovvia esclusione della fase di lancio della missione stessa.

## Missione
Il lancio avvenne il 3 giugno e fu trasmesso per la prima volta in diretta via satellite nei paesi dell'Europa.
Una volta in orbita, McDivitt tentò di avvicinarsi con la sua capsula Gemini il più possibile al secondo stadio del razzo vettore Titan; tale tentativo però non riuscì del tutto. Inoltre, in considerazione del fatto che i serbatoi di Gemini 4 erano notevolmente più piccoli di quelli utilizzati per le missioni successive, si dovette rinunciare all'effettuazione di ulteriori tentativi per una manovra di avvicinamento - la cosiddetta manovra Rendezvous.

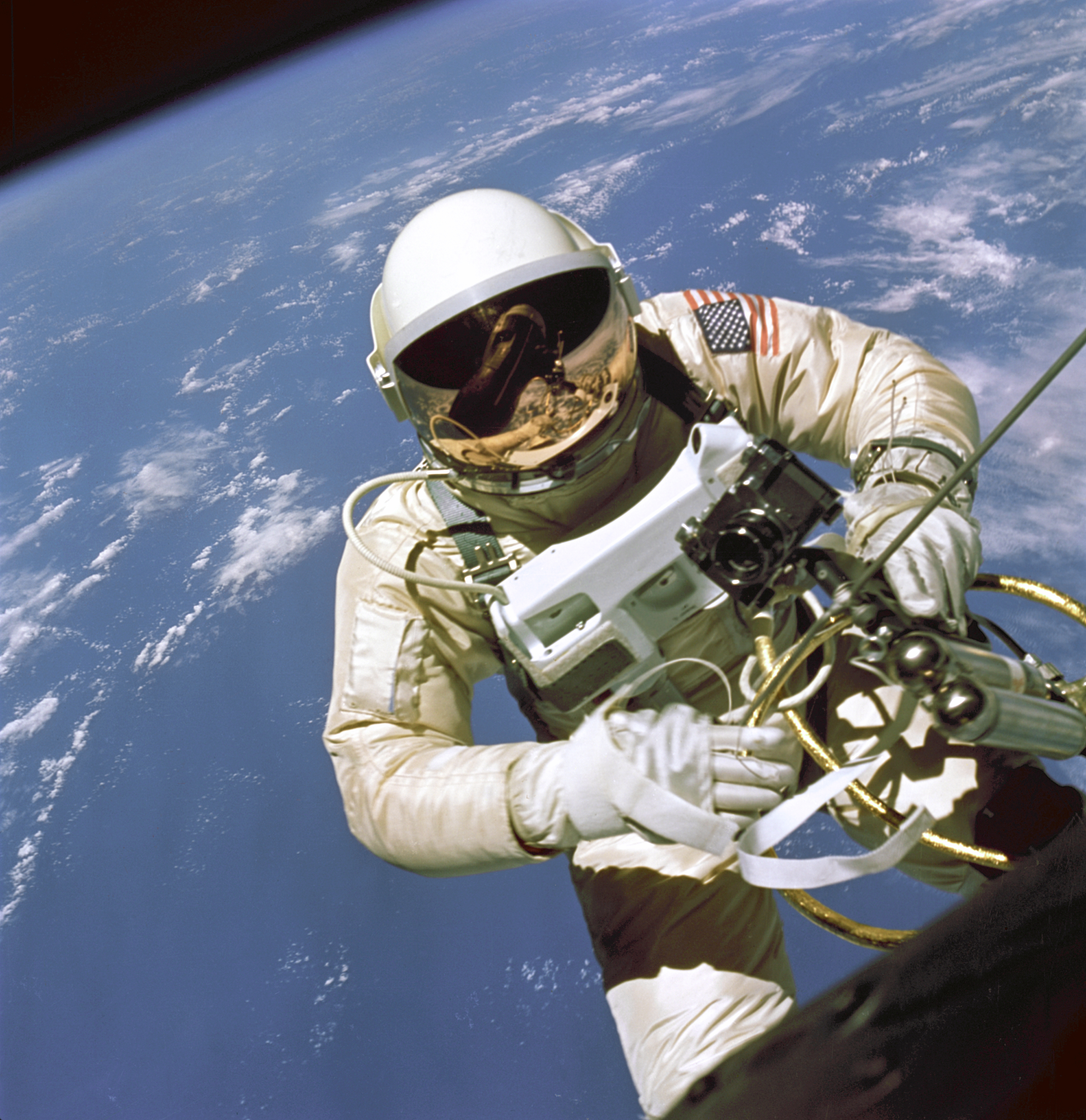
La prima attività EVA di White

Inoltre pure l'uscita di White dall'abitacolo della capsula dovette essere rimandata, poiché i preparativi per tale fase della missione durarono molto più a lungo di quanto precedentemente calcolato. La NASA decise dunque di effettuare un'ulteriore orbita intorno alla Terra, onde consentire all'astronauta una fase di riposo prima di tale delicata manovra.
White uscì dall'abitacolo, rimanendo comunque attaccato alla capsula mediante una corda di sicurezza, nella quale erano inserite delle tubature per l'ossigeno e per il collegamento via radio. White comunque poté muoversi liberamente mediante l'uso di una pistola dotata di retrorazzi. L'astronauta si godette visibilmente la passeggiata nello spazio e non diede alcun segno di vertigini o disorientamento. Rimase per circa 23 minuti all'esterno della capsula e pertanto fu il primo cittadino americano a "camminare" nello spazio. Non dovette comunque svolgere dei lavori, in quanto non ne erano previsti nell'ambito dei fini di questa missione.
L'atterraggio avvenne nell'Oceano Atlantico dopo quattro giorni di missione e 62 orbite intorno alla Terra. A causa di un problema con il computer di navigazione, la zona di atterraggio precedentemente calcolata fu mancata di circa 65 chilometri. McDivitt e White vennero dunque recuperati da un elicottero e portati a bordo della portaerei USS Wasp. Entrambi gli astronauti vennero immediatamente sottoposti a controlli medici. Erano evidentemente stremati ma in buone condizioni fisiche.

## Importanza per il programma Gemini
La missione dimostrò che la capsula Gemini era idonea per voli di lunga durata. Anche se con un tempo di 4 giorni e 2 ore si era rimasti evidentemente sotto la durata di 4 giorni e 23 ore della missione del cosmonauta sovietico Valerij Fëdorovič Bykovskij - risultato ottenuto ben due anni prima con Vostok 5 - il successo di Gemini 4 aveva dimostrato che in teoria voli di durata superiore potevano essere realizzati. Già la successiva missione programmata (Gemini 5) ne doveva diventare la dimostrazione pratica.
Inoltre, anche se la passeggiata nello spazio di White avvenne qualche mese dopo la prima in assoluto di Leonov, si poté constatare che questa fu realizzata incontrando evidentemente meno problemi.